# Banyeta
En Banyeta, Banya corca o Banya torta és un ésser dotat de banyes que està emparentat amb dimonis menors. És un personatge de la cultura popular gironina que apareix en les seues llegendes. També al País Valencià s'espanta la mainada amb històries d'en Banya Corca.
És descobreix com un ésser d'aspecte diabòlic i una única banya central, amb hàbits nocturns que apareix emparat per les ombres de la nit. S'utilitza com espanta-criatures, ja que es conta que busca xiquets malcreguts que no volen anar-se’n a dormir o es posen a jugar a l'habitació.
Segons la llegenda gironina, a la Plaça del Vi, que és on s'hi parava mercat, hi ha també un edifici situat a la cantonada de la plaça del Vi amb el carrer de Ciutadans, on es pot contemplar un xicotet relleu d'un minúscul cap un i és allí on estava el centre de l'orde del Temple a Girona. Els gironins batejaren amb el sobrenom d'en Banyeta aquesta cara de pedra, cosa que no deixa de tindre relació amb la fama dels templers com a propiciadors del culte a un ídol estrany de similar aspecte que anomenaven Baphomet, el qual podria ser el nostre Banyeta.
Però la historia negra conta que la cara que està al mur de l'edifici de la cantonada és realment la d'un usurer, un home que deixava diners a qui no tenia i ho necessitava per pagar deutes, com per exemple impostos, comprar eines per treballar el camp ... o per pagar al metge si li feia falta. La gent preocupada, i falta de diners, es dirigia a ell perquè li prestés el que necessitava. Ell així ho feu, però, aquests diners tenien uns interessos molt elevats. És així que conta la llegenda que s'aprofitava dels gironins amb desvergonyiment i que això d'aquesta manera es feu molt ric. Però un bon dia, per càstig diví, va aparèixer convertit en pedra i amb unes bones banyes, enganxat a la paret, just a la zona del mercat que freqüentava. Des d'aquell dia li diuen En Banyeta. Hi ha veus que el consideren una mena de vigilant, que, donada la seva situació prop de l'ajuntament, vetlla perquè tots els gironins paguin fidelment els seus impostos. De tota manera una altra tradició considera que qui toqui amb el seu nas el nas d'En Banyeta se li perdonaran els deutes.
Aquest edifici fou, a més, seu de la Generalitat a Girona durant els segles xvi i xvii, fins a l'any 1714, en què es va convertir en Duana.